# Charles de Montalembert
Charles Forbes René de Montalembert (15 d'abril de 1810, Londres, Anglaterra - 13 de març de 1870, París, França) fou un polític, periodista, historiador i publicista francès, destacat exponent del catolicisme liberal.
Antic deixeble de Lamennais, va voler contrarestar la influència dels intransigents dels organismes d'opinió, i cercar un públic més gran per a la seva proposta. Per això es va fer càrrec el 1855 de Le Correspondant, una revista mensual que des de feia més de 25 anys predicava l'aliança entre l'Església Catòlica i els liberals. Sota la seva direcció va arribar a tenir més de 3.000 subscriptors, gràcies a nous i antics aliats: Alfred de Falloux, Foisset, Albert de Broglie, Augustin Cochin, Henri Lacordaire i Frédéric Le Play.
Des del 1848 va ser parlamentari a les assemblees constituent i legislativa de la Segona República Francesa i del cos legislatiu del Segon Imperi Francès.
Defensava el principi de la llibertat de l'Església als règims liberals. Afirmava que el catolicisme era una religió prou forta i sòlida com per sobreviure sense el suport de monarques i de caps d'estat. Montalembert va forjar el lema de "L'Església lliure a l'estat lliure".